# Thập niên 400 TCN
Thập niên 400 TCN hay thập kỷ 400 TCN chỉ đến những năm từ 400 TCN đến 409 TCN.